# Jack Johnson (boxe anglaise)
Pour les articles homonymes, voir Jack Johnson et Johnson.
Jack Arthur Johnson  est un boxeur américain né le 31 mars 1878 à Galveston, Texas, et mort le 10 juin 1946 à Raleigh, Caroline du Nord. Surnommé « le géant de Galveston », il fut le premier champion du monde poids lourds noir entre 1908 et 1915.
En 1920, il ouvre le Club de Luxe à Harlem, qui deviendra le Cotton Club.

## Débuts
Né dans une extrême pauvreté, de parents anciens esclaves, Henry et Tina Johnson, le troisième de leurs neuf enfants. Jack Johnson se lance dans la boxe pour échapper à sa condition. À cette époque, les Noirs pouvaient affronter des adversaires blancs dans toutes les catégories, sauf celle des poids lourds. Johnson brise ce tabou en 1908 et devient champion du monde.
Johnson remporta son premier titre le 3 février 1903 en battant « Denver » Ed Martin en 20 reprises pour le Colored Heavyweight Championship. Il défia alors le tenant du titre mondial, James J. Jeffries, mais ce dernier refusa le combat. Les boxeurs noirs pouvaient en effet boxer contre des Blancs dans toutes les catégories à l'exception des poids lourds, la plus prestigieuse.
Jack Johnson brisa ce tabou en affrontant, le 26 décembre 1908, le Canadien Tommy Burns à Sydney. Le combat dura quatorze rounds, avant que la police n'intervienne pour l'interrompre. Les arbitres attribuèrent alors le titre à Johnson sur décision. De fait, Johnson avait puni son adversaire et l'avait mis KO technique. En 1909, il bat Victor McLaglen, Frank Moran, Tony Ross, Al Kaufman, et le champion des poids moyens Stanley Ketchel.

## Le «combat du siècle»

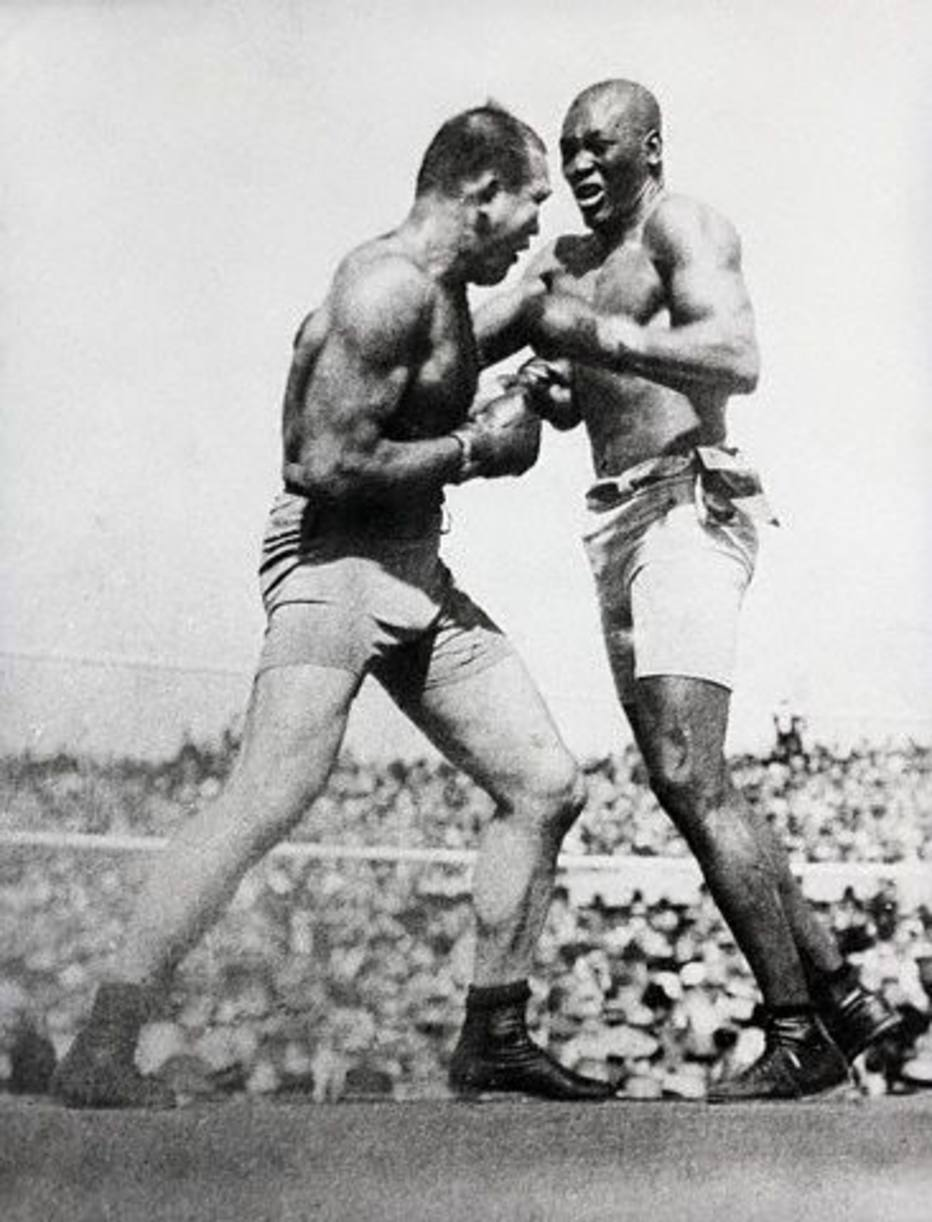
Johnson contre Jeffries en 1910.

En 1910, l'ancien champion invaincu des poids lourds James J. Jeffries sort de sa retraite et annonce « Je vais combattre dans le seul but de prouver qu'un homme blanc est meilleur qu'un Nègre ». Jeffries n'avait pas combattu depuis six ans et dut perdre environ 100 livres (45 kg) pour faire le poids. Il semblait avoir le soutien de tous les Blancs américains et de tous les médias. Ainsi, Jack London écrivit : « Jeffries gagnera sûrement car l'homme blanc a 30 siècles de traditions derrière lui – tous les efforts suprêmes, les inventions et les conquêtes, et, qu'il le sache ou pas, Bunker Hill et les Thermopyles et Hastings et Azincourt. »
Le combat eut lieu le 4 juillet 1910 devant 22 000 spectateurs sur un ring monté pour l'occasion à Reno dans le Nevada. On pouvait entendre dans la salle le morceau All Coons Look Alike to Me, un des titres phares du genre de musique Coon song caractérisée par sa présentation raciste des Noirs américains. Les promoteurs du combat incitèrent même le public entièrement blanc à chanter « Tuez le nègre ! » avant et pendant le combat. Jeffries alla deux fois au tapis lors des 15 premières reprises de ce combat, ce qui ne lui était jamais arrivé dans sa carrière. Son encadrement le poussa à l'abandon. Cette victoire de Johnson lui permit d'empocher 60 000 $ et de faire taire les critiques à propos de son titre face à Burns. Nombre de spécialistes, faisant ouvertement preuve de racisme, n'admettaient pas qu'un boxeur noir fût champion du monde des poids lourds et considéraient le match Burns-Johnson comme non significatif. Pour eux, Jeffries était le champion invaincu.

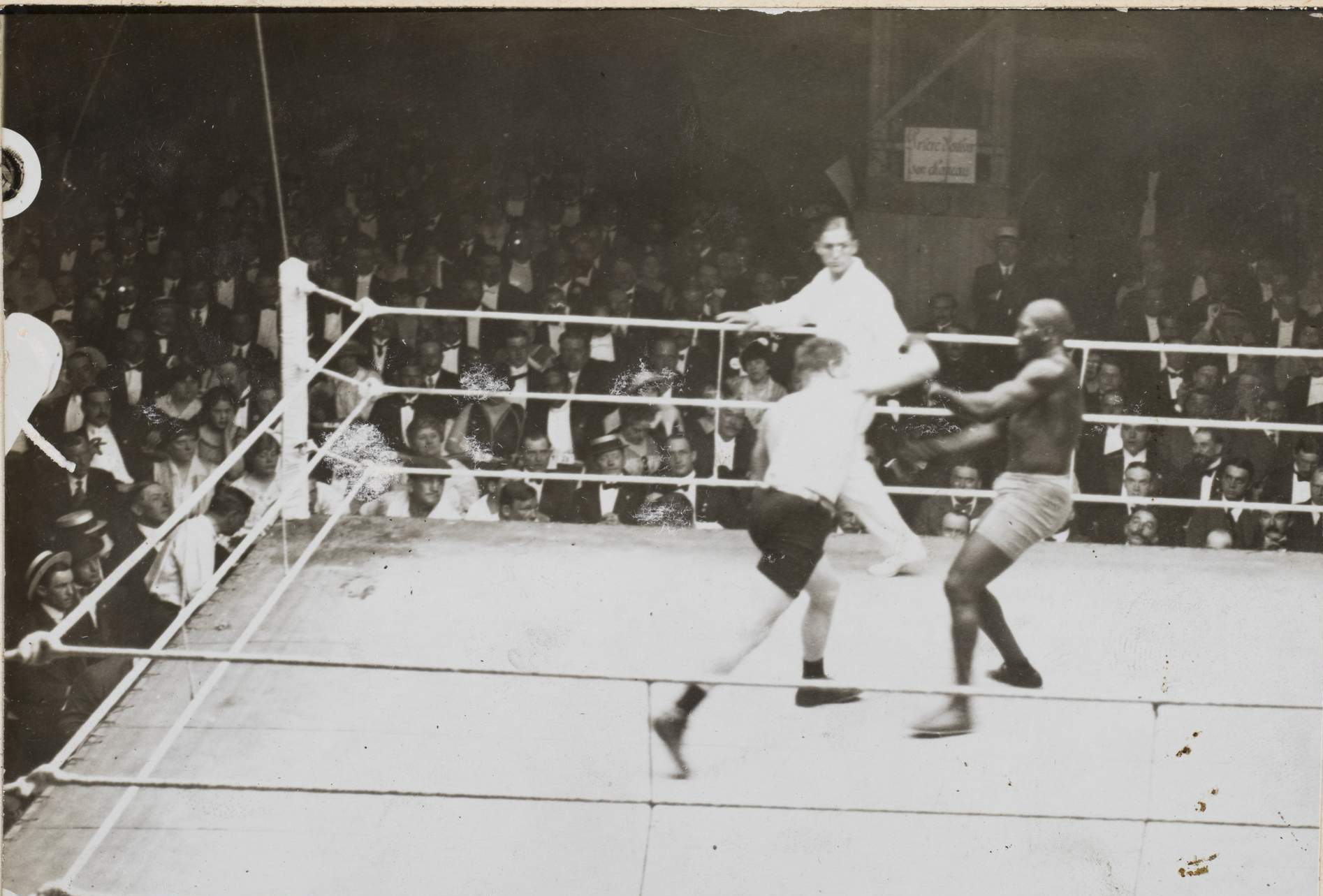
Lutte Frank Moran - Jack Johnson, Paris, en 1914.

L'annonce de cette victoire fut marquée par des agressions racistes de Blancs sur des Noirs à travers tous les États-Unis, principalement dans l'Illinois, le Missouri, l'Ohio, la Pennsylvanie, le Colorado, le Texas et les villes de New York et Washington. Des dizaines de personnes sont tuées.
Le poète noir William Waring Cuney publia un poème pour marquer ces événements : My Lord, What a Morning. Certains États américains interdirent la diffusion du film du match puis interdirent que les rencontres de Johnson contre des boxeurs blancs soient filmées. En 2005, le film de ce match historique fut placé sur la liste du National Film Registry.
Johnson défraya de nouveau la chronique en épousant Lucille Cameron, une femme blanche. Il dut fuir au Canada puis en France afin d'éviter la prison pour une violation de la loi Mann, qui interdit le transport de femmes à travers les États en vue de prostitution ou d'actes dits « immoraux » tels que les mariages entre un Noir et une Blanche. Johnson perd son titre le 5 avril 1915 face à Jess Willard lors d'un match disputé à La Havane (Cuba) devant 25 000 spectateurs. Prévu en quarante-cinq reprises, ce combat est arrêté après vingt-six reprises à la suite du KO de Johnson. Il revient aux États-Unis en 1920, où il purge un an de prison pour avoir épousé une femme blanche. Il divorce en 1924.
Il meurt dans un accident de la route en 1946. Il est enterré au cimetière de Graceland à Chicago.
Une pièce de théâtre d'Howard Sackler, The Great White Hope (L'Insurgé), raconte sa carrière.
Le 24 mai 2018, le président Donald Trump le gracie à titre posthume.

## Distinction
- Jack Johnson est honoré à titre posthume par l'International Boxing Hall of Fame dès sa création en 1990[18].

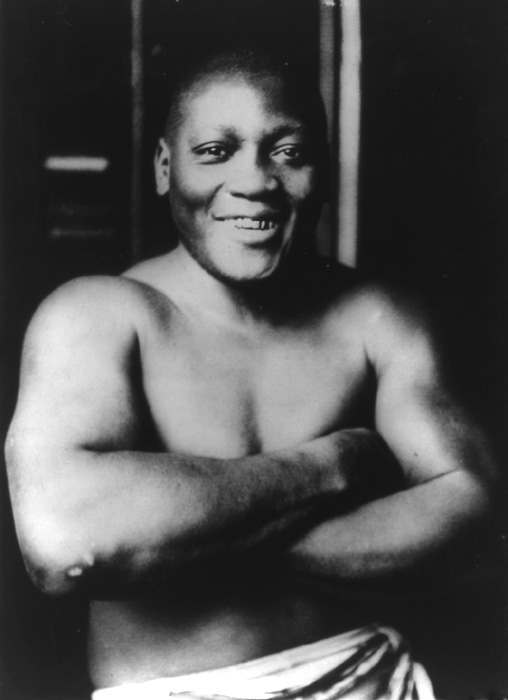
Johnson en mars 1915.
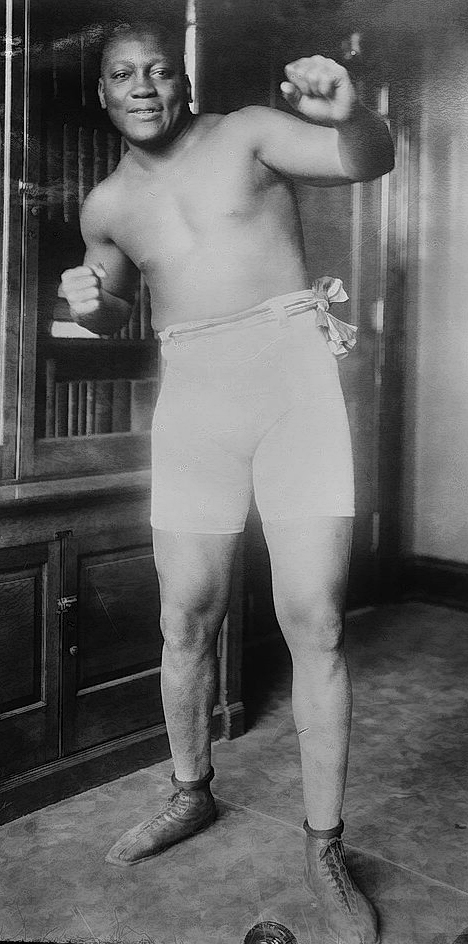
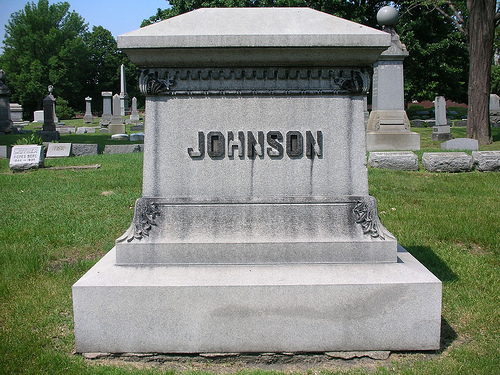
Tombe de Johnson à Chicago.
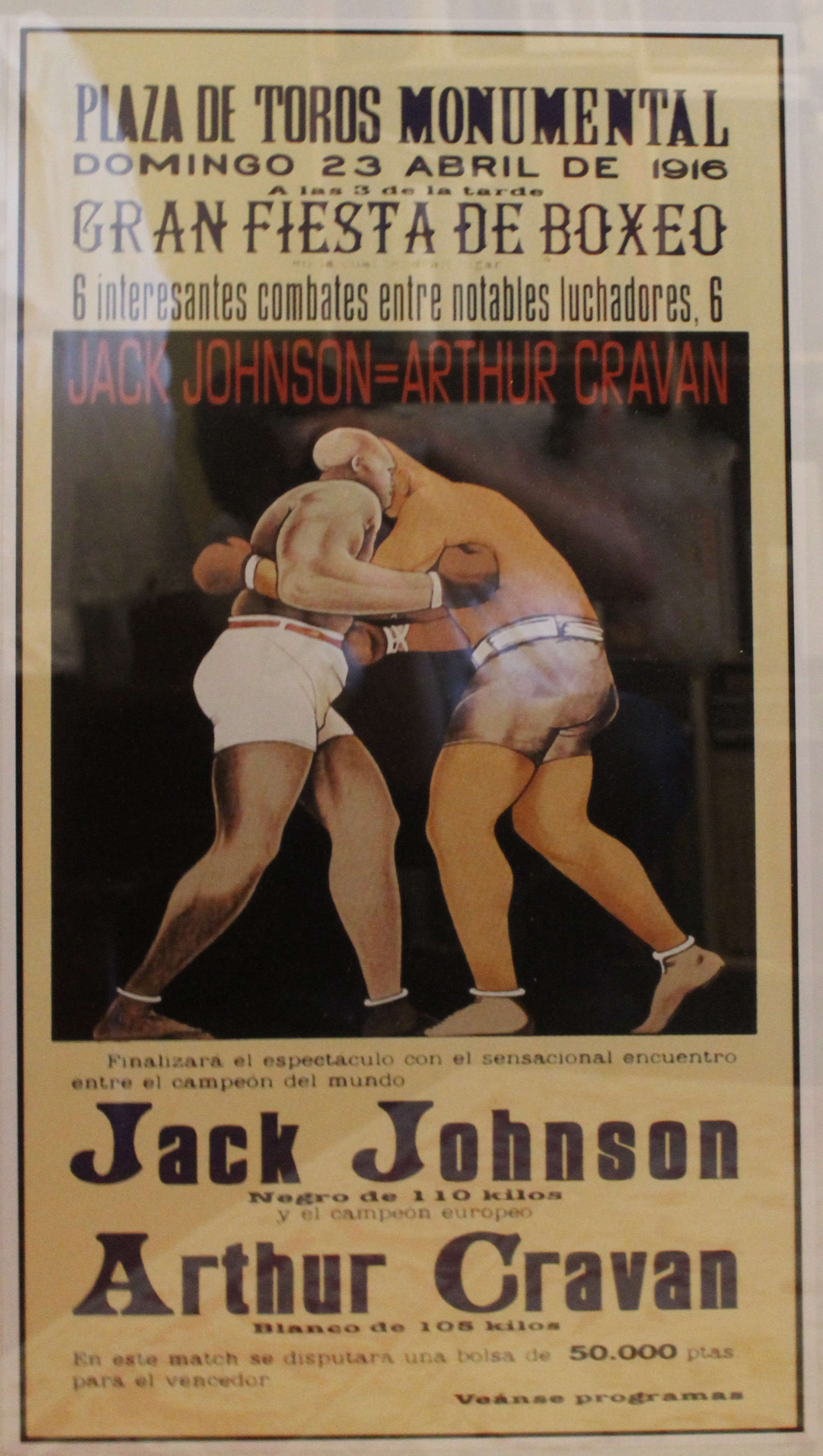
Affiche du combat entre Jack Johnson et Arthur Cravan en 1916.

## Dans les arts

### Musiques
- Miles Davis, A Tribute to Jack Johnson, Columbia, 1971, CK 93599
- Lead Belly fait référence à Jack Johnson dans sa chanson The Titanic.

### Cinématographiques
- The Great White Hope est une pièce de théâtre (en 1967) de Howard Sackler et un film (en 1970) de Martin Ritt, en français L'Insurgé, avec James Earl Jones.
- Documentaire Jack Johnson. Le champion qui divisa l'Amérique (Unforgivable Blackness : The Rise and Fall of Jack Johnson) de Ken Burns, États-Unis, 2004. 90 min.

### Bande dessinée
- Adrian Matejka (ill. Youssef Daoudi), Le dernier debout : Jack Johnson : fils d'esclaves et champion du monde, Futuropolis, 2024, 311 p. (EAN 9782754841863)

### Autobiographie
- (en) Jack Johnson, In the Ring and Out, 1927.